# Mauricio Sabillón
Mauricio Alberto Sabillón Peña (ur. 11 listopada 1978 w Quimistánie) – piłkarz honduraski grający na pozycji obrońcy.

## Kariera klubowa
Sabillón jest wychowankiem klubu CD Marathón wywodzącego się z miasta San Pedro Sula. W 1997 roku zadebiutował w jego barwach w pierwszej lidze Hondurasu i stał się jego podstawowym zawodnikiem. Swoje pierwsze sukcesy z Marathónem odniósł w sezonie 2001/2002, gdy wywalczył wicemistrzostwo fazy Apertura i mistrzostwo fazy Clausura. W swojej dotychczasowej karierze jeszcze trzykrotnie wygrał fazę Apertura (sezony 2004/2005, 2007/2008 i 2008/2009), jeden raz fazę Clausura (sezon 2002/2003), jeden raz był wicemistrzem Apertury (sezon 2005/2006) i czterokrotnie Clausury (sezony 2004/2005, 2005/2006, 2006/2007 i 2007/2008).

## Kariera reprezentacyjna
W reprezentacji Hondurasu Sabillón zadebiutował w 2001 roku. Jesienią 2009 wywalczył z Hondurasem awans do Mistrzostw Świata w RPA. Był podstawowym zawodnikiem w eliminacjach i rozegrał w nich 8 spotkań.